# Satoru Asari
Satoru Asari (浅利 悟, Asari Satoru) est un footballeur japonais né le 10 juin 1974 à Saitama.